# Jean-Christophe Bouissou
Pour les articles homonymes, voir Bouissou (homonymie).
Jean-Christophe Matahuira Bouissou est un homme politique français actuellement représentant à l'Assemblée de la Polynésie française. Il est le président et fondateur du parti Rautahi (Rassemblement pour la Polynésie française), proche de l'UMP.

Ministre du Tourisme, des Transports aériens internationaux, de la Modernisation de l'administration et de la Fonction publique, porte-parole du gouvernement d'Édouard Fritch I, II. Nommé ministre du Logement, de l’Aménagement du territoire, chargé des Transports inter-insulaires maritimes et aériens dans le Gouvernement Fritch 2018.

## Biographie

### Origines et études
Né le 28 octobre 1960 à Faaa, Jean-Christophe Bouissou est marié et père de deux enfants. 
Après un passage à l’école de notariat de Paris de 1980 à 1981, il obtient un diplôme en informatique et mathématiques à l'université Graceland aux États-Unis. Il commence sa carrière professionnelle en 1985 comme chef du service informatique du port de Papeete, au sein duquel il occupe ensuite plusieurs postes de directeur adjoint de 1991 à 1997.

### 1991-1996: ses débuts en politique au Ai’a Api
De 1991 à 1996, il est secrétaire général du Ai’a Api, parti autonomiste présidé par Émile Vernaudon. Après les mauvais résultats du parti aux élections territoriales de 1996, Émile Vernaudon le marginalise. Il démissionne alors et retrouve son activité de directeur adjoint au port autonome.

### 1997-2005: Retour en politique au sein de la majorité du Tahoera’a huiraatira
En 1997 il rejoint le Tahoera’a huiraatira, parti autonomiste présidé par Gaston Flosse, alors président du gouvernement, qui lui confie rapidement d’importantes responsabilités. D'abord conseiller technique auprès du président, puis délégué au développement des communes (juin 1997 à juin 1998) il devient ministre du logement, de la redistribution et de la valorisation des terres domaniales (1998).
En novembre 1999, il est nommé secrétaire général du parti. Il est alors chargé de la politique de la ville (1999) puis devient porte-parole du gouvernement et ministre du travail, du dialogue social, des affaires intérieures, de la communication et de la fonction publique, chargé des relations avec l'APF et le CESC (2000). 
Jean-Christophe Bouissou exerce également d’autres fonctions telles que :
- président du conseil d'administration de l'Office polynésien de l'habitat
- président du conseil d'administration de l'Établissement d'aménagement et de gestion du domaine d'Atimaono
- administrateur, représentant la Polynésie française au conseil d'administration de la Société d'équipement de Tahiti et ses îles

Le 23 mai 2004, il est élu représentant des îles du Vent à l'Assemblée de la Polynésie française, sous la bannière du Tahoeraa huiraatira de Gaston Flosse. Il est réélu le 13 février 2005 à la suite de l'annulation du scrutin de cet archipel. Du 26 octobre 2004 au 16 février 2005, il est porte-parole du gouvernement Flosse, à la suite de la motion de censure du gouvernement d'Oscar Temaru du 9 octobre 2004.
Lors de son mandat de ministre du travail entre octobre 2004 et février 2005, il est l'initiateur du DARSE (dispositif d'aide à la revalorisation du salaire minimum interprofessionnel garanti et de l'emploi). Il doit appuyer sa décision de faire passer le DARSE en projet de loi de Pays au sein du gouvernement. En effet ce dispositif ne fait pas l'unanimité et suscite notamment l'opposition de Gaston Flosse lui-même. L'interruption du gouvernement en février 2005 et la plainte déposée contre le dispositif du DARSE par Annie Rousseau, membre politique de l'opposition (UPLD), retarderont la mise en place de ce dispositif. Il est finalement récupéré par le nouveau ministre Louis Frébault et le DARSE est voté comme loi de Pays en mai 2006 par le gouvernement d'Oscar Temaru.
Le 13 février 2005, des élections territoriales anticipées aux îles du Vent sont organisées. Gaston Flosse président du gouvernement affirme publiquement qu’il démissionnera de son mandat de président du gouvernement si son parti n’obtient pas la majorité. Gaston Flosse n’ayant pas tenu sa promesse de démission, Jean-Christophe Bouissou, en faveur d’une restructuration et d’une modernisation du Tahoeraa Huiraatira, se trouve en rupture avec le parti et démissionne en juillet 2005.

### Depuis 2005: Fonde son propre parti, le Rautahi

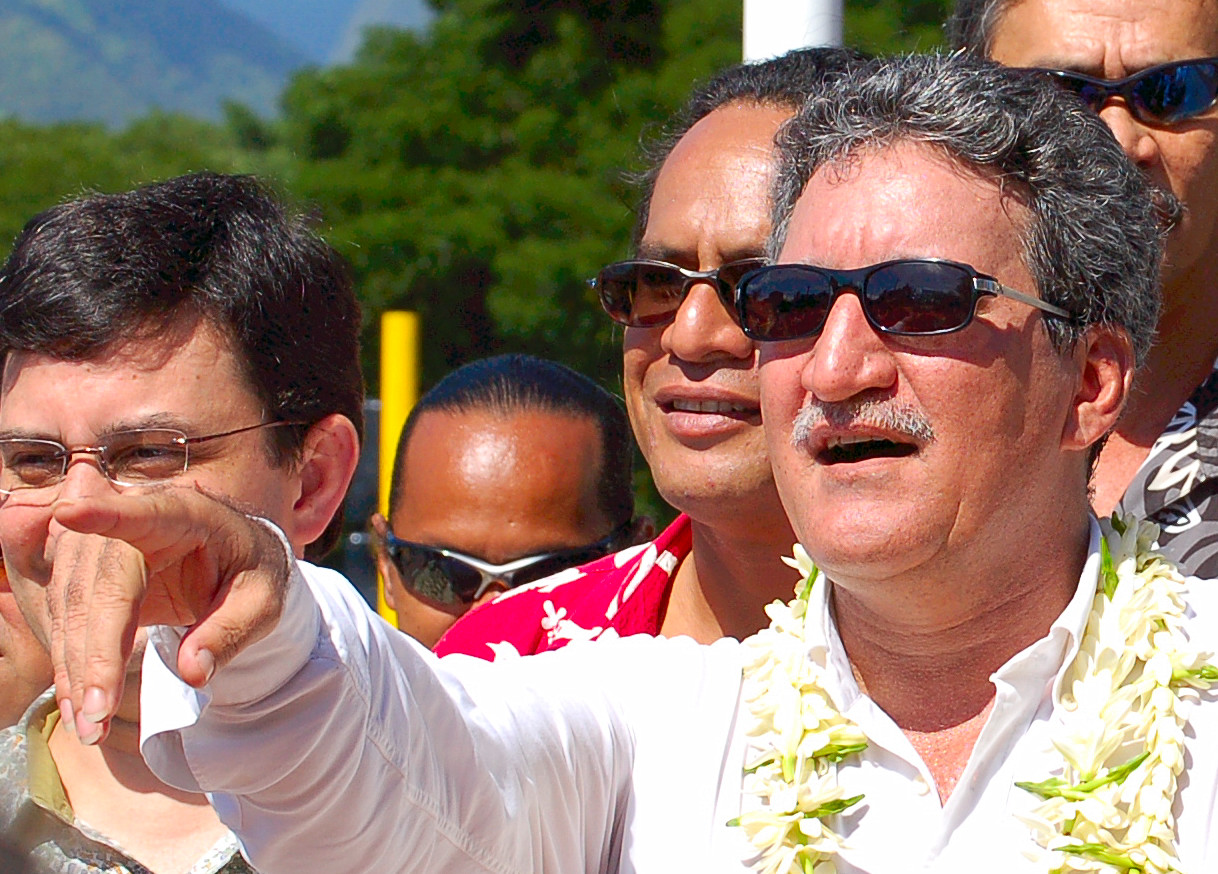
Jean-Christophe Bouissou en 2007.

En juillet 2005, il fonde le parti Rautahi. Élu président de son parti, il défend ses anciens camarades du Tahoeraa huiratiraa, lorsqu’en décembre 2005 et janvier 2006, la majorité UPLD-Tavini Huiraatira accuse le gouvernement Flosse de gestion clientèliste.
Il accuse également la gestion du gouvernement Temaru avec la dénonciation d’un fonds de roulement de 5 401 francs pacifique restant dans les caisses du gouvernement, les divers budgets amputés, tels celui de l’EPAP (organisme de prévention pour la santé), et de l’inflation galopante.
Il est l’un des initiateurs de la Plateforme Autonomiste, union entre les divers partis autonomistes représentés à l’assemblée territoriale, dont le Tahoeraa Huiraatira de Gaston Flosse, Te Niu Hau Manahune (parti des Îliens), Ai’a Api d'Émile Vernaudon et Rautahi, qui permettra de déposer une motion de censure contre le gouvernement Temaru en décembre 2006 et d’élire Gaston Tong Sang, président du gouvernement de la Polynésie française, le 28 décembre 2006.
En 2007, il se présente aux législatives sur la 1re circonscription de la Polynésie française. Il n'est pas parvenu à franchir  le premier tour. Il a appelé les électeurs  à voter pour le deuxième tour pour le candidat autonomiste du Tahoera’a Huiraatira, parti de Gaston Flosse.
En mars 2007 Jean-Christophe Bouissou préside le groupe Polynésiens Ensemble, union de circonstance regroupant le parti des îliens, du Ai’a Api, de Rautahi et de non-inscrits. Ce groupe est censé garantir une certaine stabilité à l’assemblée entre les deux grands blocs politiques que sont le Tahoeraa Huiraatira de Gaston Flosse et le Tavini Huiraatira d’Oscar Temaru. 
Son parti Rautahi est, assimilé  à l'une des composantes de la « troisième voie », de tendance autonomiste, une troisième voie qui s’inscrit dans la majorité du gouvernement UMP de Nicolas Sarkozy par opposition à Ségolène Royal qui avait signé un accord avec le président indépendantiste du Tavini Huiraatira Oscar Temaru, également président de la coalition indépendantiste/autonomiste UPLD. 

### Depuis 2008: une nouvelle stratégie
En février 2008, lors des élections anticipées, Rautahi se retrouve dans la plateforme autonomiste To Tatou Ai'a, conduite par Gaston Tong Sang. Bien qu'ayant remporté la victoire, celle-ci ne leur permet pas d'établir une majorité absolue à l'Assemblée de la Polynésie française, rendant l'élection de Gaston Flosse à la tête du Pays possible, notamment en raison de l'alliance Tahoeraa huiraatira - UPLD. Cependant, moins d'un mois plus tard, grâce à l'apport de deux transfuges élus sur des listes UPLD, une motion de défiance est déposée à l'encontre du gouvernement Flosse, permettant le retour au pouvoir de Gaston Tong Sang. Rautahi entre au gouvernement, avec deux sièges de ministres. Toutefois, Jean-Christophe Bouissou décide de rester sur les rangs de l'Assemblée de la Polynésie française, en devenant le chef de la majorité parlementaire.
Fin 2008, tout bascule : certains alliés de Gaston Tong Sang, Jean-Christophe Bouissou en tête, lui reprochent de ne pas se montrer plus sévère envers celles et ceux accusés de confondre leurs sièges de parlementaires en une estrade afin "obtenir toujours plus de prérogatives personnelles". Jean-Christophe Bouissou décide de se tourner vers Oscar Temaru et Gaston Flosse, afin de permettre une véritable alternance du pouvoir et la composition d'une très large majorité pouvant rendre possible la stabilité politique en Polynésie française. Des discussions ont donc eu lieu durant de nombreuses semaines aboutissant à la démission de Gaston Tong Sang (ne voulant pas affronter une motion de défiance ayant été déposée à son encontre) et à l'élection d'Oscar Temaru à la présidence de la Polynésie française, bénéficiant de la plus large majorité que ce pays d'outre-mer ait connue. Jean-Christophe Bouissou en profite pour créer le groupe parlementaire, Ia Ora Te Fenua, bénéficiant ainsi des privilèges liés à la présidence d'un groupe au sein de l'assemblée de Polynésie Française et justifiant son choix en déclarant ainsi que "mon problème avec To Tatou Ai'a se résumait à quelques personnages à l'intérieur qui usaient de leurs voix à l'époque" (Les Nouvelles de Tahiti - 27 mars 2009). Après avoir longuement ainsi condamné les "maîtres chanteurs" et les "girouettes" au sein du groupe To Tatou Ai'a, Jean-Christophe Bouissou accueille au sein du groupe Ia Ora Te Fenua Mme Joëlle Frebault, qui symbolise à elle seule, avec les pressions faites pour l'intégration de son mari dans le précédent gouvernement Tong Sang, les pratiques de chantage issues par la fragilité des résultats du dernier scrutin territorial.
Dans un communiqué du 16 février 2009, le Tahoeraa Huiratiraa résumait le parcours et les paradoxes de lhomme : "Celui qui se présente désormais comme le conseiller spécial du président Temaru veut sans doute faire oublier son parcours politique pour le moins versatile. Secrétaire général du Ai'a Api, il n'a pas hésité à trahir Émile Vernaudon pour rejoindre Gaston Flosse et le Tahoeraa. Au gré du vent électoral, la girouette s'est ensuite tournée vers Gaston Tong Sang. Un nouveau vent vient de le pousser vers l'indépendantiste Oscar Temaru et la nouvelle majorité. En à peine plus de dix ans, il a traversé tout l'échiquier politique. Le Tahoeraa Huiraatira, pour sa part, n'a qu'un seul conseil à donner au président Temaru : qu'il reste vigilant avec Jean-Christophe Bouissou qui, au moindre coup de vent, peut toujours changer de cap, pourvu qu'il puisse tirer profit de sa nouvelle situation".
Jean-Christophe Bouissou assure avoir obtenu l'assurance d'Oscar Temaru que la problématique idéologique, notamment les questions d'autonomie et d'indépendance, restera de côté. Dans une interview en juillet 2007, Jean-Christophe Bouissou déclarait "je ne passerai jamais d'accord avec Oscar Temaru et le Tavini car c'est un parti qui veut la séparation avec l'État. Les orientations sont opposés. [...]. Il faut se rappeler qu'Oscar Temaru vient d'être condamner pour racisme et discrimination. On ne peut pas vouloir faire table rase de tout ça. C'est tromper les électeurs"...
M. Jean-Christophe Bouissou déclara cependant le 15 février 2009 sur RFO qu'"Oscar Temaru est l'homme de la situation. Nous aurons besoin de lui pour parler à la population quand ça ira mal".
Sans avoir obtenu de portefeuille ministériel ou la vice-présidence dans le gouvernement Temaru V, M. Bouissou reste néanmoins un personnage influent sur la scène politique polynésienne en usant également des mêmes recettes clientélistes. Après avoir abandonné le groupe To Tatou Ai'a pour se rapprocher de l'UPLD, un communiqué de To Tatou Ai'a en date du 13 mars 2009 dénonce notamment qu'"il [NDLR: J. C. Bouissou] aura clairement péché par action en ce qu’il a, notamment, imposé la candidature de Moana Blanchard, l’un de ses plus proches cadres de Rautahi, à la tête de l’OPT".

## Vice-président de la Polynésie française
Le Président Fritch a nommé Jean-Christophe Bouissou comme vice-président de la Polynésie française aujourd'hui à la présidence de la Polynésie française

## Engagements personnels

### L'autonomie
Homme politique convaincu que le statut d’autonomie est une fin en soi, Jean-Christophe Bouissou ne conçoit pas l’avenir de la Polynésie sans partenariat avec la France. Il rejette cependant la politique de la main tendue à la suite des essais nucléaires de Moruroa. Sa politique se concentre sur le développement économique du pays. Il a une vision très universaliste de la Nation et affirme avec conviction : « Nous avons tous les mêmes ancêtres ».

### La culture polynésienne
Conjointement à son action politique, il s'investit personnellement dans la promotion de la culture polynésienne. 
Homme de communication, il lance en 1994 un journal de critique politique L'Écho de Tahiti. Jean-Marc Pambrun, aujourd'hui directeur du musée de Tahiti et ses Îles, y publie plusieurs textes satiriques. 
Il participe également à la mise en place de radios associatives :
- En 1993, il est trésorier de Radio Bleue
- De 1997 à 2003, il est président de Radio Ma’ohi
- En 2002, président fondateur de la radio Taui FM située à Faa’

Auteur-compositeur, il a notamment écrit IA OE MIRI interprétée par le chanteur local Andy Tupaia. Conscient des difficultés que rencontrent les artistes locaux, il défend l'aide à la production audiovisuelle sur le territoire. 
Parallèlement le programme de Rautahi défend également l’importance de la multiplicité des langues polynésiennes, avec la volonté d’une Académie des Langues Polynésiennes, de structurations de stages d’immersion linguistique dans les archipels C’est par la culture musicale ou littéraire qu’une langue se perpétue. Il reprochera au gouvernement Temaru de l’avoir délaissée en amputant le budget du ministère de la Culture. Ainsi, sa vision de la société polynésienne est une société multiple et unie, partageant les valeurs républicaines de la métropole française. D’où le nom polynésien Rautahi : l’unité dans la multiplicité.

### L'environnement
Les thèmes défendus par Jean-Christophe Bouissou touchent l’emploi local et l’environnement. Il se montre particulièrement préoccupé par la montée des eaux qui menace à terme, les nombreux atolls de la Polynésie française. 
Pendant la campagne à la députation en 2007, il innove en proposant la fondation d'écovilles, basées sur le modèle de Cancún au Mexique, comme poumons culturels et sociaux. Elles permettront, selon lui, la création d’emplois et la mise en place d’infrastructures développant les énergies renouvelables, notamment avec l’installation de plateformes d’énergie maréthermique,.

## Fonctions politiques en Polynésie française

### Gouvernement local
Ministre
- Ministre du logement, de la redistribution et de la valorisation des terres domaniales (1998)
- Ministre du travail, du dialogue social, des affaires intérieures, de la communication et de la fonction publique, chargé des relations avec l'APF et le CESC
- Porte-parole du gouvernement (10 mai 2000
- Porte-parole du gouvernement (26 octobre 2004 à la suite de la motion de censure du gouvernement Temaru - 16 février 2005 à la suite de sa démission)

Autres fonctions
- Conseiller technique auprès du président du gouvernement chargé des affaires maritimes (1995 - 1996)
- Conseiller technique auprès du président du gouvernement chargé des communes (1997)
- Délégué au développement des communes (juin 1997 - juin 1998)
- Chargé de la politique de la ville (23 août 1999 - ?)
- Vice-président de la Polynésie française

## Prise illégale d'intérêts
Le 29 octobre 2007, Jean-Christophe Bouissou est convoqué par le tribunal correctionnel de Papeete pour prise illégale d'intérêt. 
Les faits remontent à l'année 2002, époque à laquelle Jean-Christophe Bouissou était ministre du Logement ainsi que président du conseil d'administration de l'OPH et, de ce fait, également président de la commission d'attribution des logements sociaux. Lors de deux réunions de cette commission, en septembre et novembre 2002, un dossier de demande de logement au nom d'un membre de la famille de M. Bouissou, étant financièrement dont le besoin, avait été étudié alors que celui-ci participait aux discussions, il était de ce fait juge et partie. Il aurait fallu, à ce moment précis, qu'il sorte de la salle. 
Le tribunal correctionnel de Papeete a condamné Jean-Christophe Bouissou pour prise illégale d'intérêt.

## Assemblée territoriale
Représentant
- Premier mandat, élu sur la liste du Tahoera'a Huiraatira menée par Gaston Flosse (3 juin 2004 - ?, élu le 23 mai 2004)
- Deuxième mandat, élu sur la liste du Tahoera'a Huiraatira menée par Gaston Flosse (depuis le 13 juin 2005, élu le 15 février 2005 à la suite des élections partielles)
- Troisième mandat, élu sur la liste To Tatou Ai'a menée par Gaston Tong-Sang (élu le 10 février 2008)